# Alcedo Coutinho
Alcedo de Morais Coutinho (Nazaré da Mata, 21 de março de 1906 — Uberaba, 29 de julho de 1992) foi um político brasileiro. Exerceu o mandato de deputado federal constituinte pelo estado de Pernambuco em 1946.
Ainda jovem, mudou-se para o Rio de Janeiro. E foi no então Distrito Federal do país que se formou na Faculdade de Medicina do Rio de Janeiro, na Praia Vermelha, em 1928. Após concluir a graduação, retornou a Pernambuco para exercer a profissão. Em Recife, se tornou primeiro assistente do Hospital Pedro II e atuou como cirurgião no pronto-socorro local. 
Desde 1924, esteve ligado ao Movimento Tenentista, que o motivou a participar da Revolução de 1930, a qual pôs fim à República Velha. Filiado ao PCB (Partido Comunista do Brasil), esteve presente na Intentona Comunista promovida pela ANL (Aliança Nacional Libertadora) em 1935, ocorrida em Recife, contra o governo de Getúlio Vargas. Preso, permaneceu em detenção na Penitenciária de Recife até setembro de 1938, quando um habeas-corpus o colocou em liberdade. 
Em seguida, foi deportado ao Rio de Janeiro (RJ) pelo DOPS (Departamento de Ordem Política e Social). Voltou a clinicar, mas continuou ligado ao PCB de forma clandestina, retornando a Recife para organizar o partido em Pernambuco. 
Em 1942, contribuiu para a formação do movimento em prol da participação do Brasil na Segunda Guerra Mundial, contra as nações do Eixo, aliança liderada por Alemanha, Itália e Japão. 
Atuante no âmbito sindical, Alcedo Coutinho continuou em via contrária ao governo de Getúlio Vargas, lutando pela derrubada do Estado Novo (1937-1945). Já em 1945, se tornou candidato a Deputado Federal pelo PCB, que havia sido legalizado no mesmo ano. Não foi eleito em primeira instância, mas ocupou a vaga deixada por Luís Carlos Prestes, que assumiu o cargo no Rio de Janeiro. Em 1946, foi escolhido como relator do projeto sanitário nacional, como membro da Comissão de Investigação Econômica e Social.
Foi um dos responsáveis por levar o Programa Mínimo de União Nacional à Constituinte, em que, em nome do PCB, defendia causas como o direito de voto a analfabetos, soldados e marinheiros, proibição do trabalho de menores de idade, autonomia dos municípios e unificação da Justiça. Extremamente ativo em termos constitucionais, passou a desempenhar um mandato ordinário na Câmara Federal, com a promulgação da Constituição de setembro de 1946. 
Em maio de 1947, o PCB perdeu seu registro, cancelado pelo Tribunal Superior Eleitoral (TSE), e todos os parlamentares comunistas tiveram seus mandatos cassados. Alcedo Coutinho foi deles, e ainda teve um mandado de segurança contra sua cassação negado pelo TSE, já em maio de 1949. 
Àquela altura, já havia sido nomeado, em decreto da presidência da República, primeiro-tenente do Exército como médico, e continuou em sua profissão de formação nos anos seguintes.
Estreitamente ligado a Luís Carlos Prestes, retomou a clandestinidade comunista com o início da Ditadura Militar em 1964. Em 1970, porém, mudou-se para Goiás, onde passou a morar com uma de suas duas filhas. 
Já em 1988, voltou a migrar de estado, transferindo-se para Uberaba (MG), onde faleceu no dia 29 de julho de 1992.